# Hitmaker (equipe de produção)
Hitmaker (anteriormente Hitmaker Produções) é um projeto de funk carioca e de música pop do compositor e produtor Wallace Vianna, mas que já foi formado também por André Vieira e Pedro Breder. O trio trabalhou com grandes nome da música brasileira, como Anitta, Kevinho, Ludmilla, Lexa, Luísa Sonza, entre outros. Produziram canções de grande sucesso como "Cheguei", "Combatchy", "Só Depois do Carnaval", "Favela Chegou" e "Ai Papai". O bordão conhecido "Hi-t-ma-ker!", começou com Kevinho no single "Encaixa" e foi sendo repetido por outros artistas ao longo do tempo. A partir de 2021, começaram a ser interpretes de suas músicas.

## Lista de canções produzidas
| Canção                               | Ano  | Álbum                         | Artista(s)                                 | Produção com             |
| ------------------------------------ | ---- | ----------------------------- | ------------------------------------------ | ------------------------ |
| "Se Eu Mandar"                       | 2016 | Não adicionado a nenhum álbum | Lexa                                       | —                        |
| "Cheguei"                            | 2016 | A Danada Sou Eu               | Ludmilla                                   | —                        |
| "Ninguém Segura Ela"                 | 2016 | Não adicionado a nenhum álbum | Biel                                       | —                        |
| "Pimenta"                            | 2017 | Não adicionado a nenhum álbum | Valesca Popozuda                           | —                        |
| "Encaixa"                            | 2017 | Não adicionado a nenhum álbum | Kevinho, Leo Santana                       | —                        |
| "Esse Brilho é Meu"                  | 2017 | Não adicionado a nenhum álbum | Iza                                        | —                        |
| "Selo Seduzente"                     | 2017 | Não adicionado a nenhum álbum | Dani Russo                                 | —                        |
| "Rabiola"                            | 2017 | Não adicionado a nenhum álbum | Kevinho                                    | —                        |
| "Oh Quem Voltou"                     | 2018 | Não adicionado a nenhum álbum | Dani Russo, Pocah part. Naiara Azevedo     | —                        |
| "Toda Sua"                           | 2018 | Dona de Mim                   | Iza                                        | —                        |
| "Anjos Caídos"                       | 2018 | Não adicionado a nenhum álbum | Morcego e Maria                            | —                        |
| "No Talentinho"                      | 2018 | Não adicionado a nenhum álbum | MC Gui, MC Loma e As Gêmeas Lacração       | —                        |
| "Nega Braba"                         | 2018 | Não adicionado a nenhum álbum | Lellê                                      | —                        |
| "Devagarinho"                        | 2018 | Pandora                       | Luísa Sonza                                | —                        |
| "Sapequinha"                         | 2018 | Só Depois do Carnaval         | Lexa, MC Lan                               | —                        |
| "O Bagulho Fica Doido"               | 2018 | Não adicionado a nenhum álbum | Nego do Borel                              | —                        |
| "Pra Sentar"                         | 2018 | Não adicionado a nenhum álbum | MC Mirella, MC Zaac                        | —                        |
| "Quer Mais?"                         | 2018 | Não adicionado a nenhum álbum | Pocah, MC Mirella                          | —                        |
| "Provocar"                           | 2018 | Só Depois do Carnaval         | Lexa, Gloria Groove                        | —                        |
| "Só Depois do Carnaval"              | 2019 | Só Depois do Carnaval         | Lexa                                       | —                        |
| "Favela Chegou"                      | 2019 | Hello Mundo                   | Ludmilla part. Anitta                      | —                        |
| "Pior Que Possa Imaginar"            | 2019 | Pandora                       | Luísa Sonza                                | —                        |
| "Flores"                             | 2019 | Não adicionado a nenhum álbum | Morcego                                    | —                        |
| "Não Sou Obrigada"                   | 2019 | Não adicionado a nenhum álbum | Pocah                                      | —                        |
| "Amor Bandido"                       | 2019 | Não adicionado a nenhum álbum | Lexa, MC Kekel                             | —                        |
| "Saudade da Gente"                   | 2019 | Pandora                       | Luísa Sonza                                | —                        |
| "Fazendo Assim"                      | 2019 | Pandora                       | Luísa Sonza, Gaab                          | —                        |
| "Apenas Eu"                          | 2019 | Pandora                       | Luísa Sonza                                | —                        |
| "Não Vou Mais Parar"                 | 2019 | Pandora                       | Luísa Sonza                                | —                        |
| "Bomba Relógio"                      | 2019 | Pandora                       | Luísa Sonza, Vitão                         | —                        |
| "Brincadeira"                        | 2019 | Não adicionado a nenhum álbum | Francinne                                  | —                        |
| "Viver Me"                           | 2019 | Sinais - Parte I              | Di Ferrero                                 | —                        |
| "Para Não"                           | 2019 | Não adicionado a nenhum álbum | MC WM, Pocah, Jerry Smith                  | —                        |
| "Credo Que Delícia"                  | 2019 | Não adicionado a nenhum álbum | Kevinho                                    | —                        |
| "Pode Chorar"                        | 2019 | Não adicionado a nenhum álbum | Pocah                                      | —                        |
| "Mulher Não Bate Boca"               | 2019 | Não adicionado a nenhum álbum | Jojo Maronttinni, DJ Batata                | —                        |
| "Eterna Sacanagem"                   | 2019 | Não adicionado a nenhum álbum | MC JottaPê part. Kevinho, MC Kekel         | —                        |
| "Alfazema"                           | 2019 | Não adicionado a nenhum álbum | Rafael Mike part. Luccas Carlos            | Rafael Ramos             |
| "Aborta a Missãoy"                   | 2019 | Não adicionado a nenhum álbum | Lary                                       | —                        |
| "Furduncinho"                        | 2019 | Não adicionado a nenhum álbum | Valesca Popozuda                           | —                        |
| "Combatchy"                          | 2019 | Não adicionado a nenhum álbum | Anitta, Lexa, Luísa Sonza part. MC Rebecca | —                        |
| "Cinderelas"                         | 2019 | Não adicionado a nenhum álbum | Francinne                                  | —                        |
| "Paredão"                            | 2019 | Não adicionado a nenhum álbum | Kevinho, Dadá Boladão, MC JottaPê          | —                        |
| "Bambolê"                            | 2020 | Não adicionado a nenhum álbum | Camila Loures part. MC WM                  | —                        |
| "Playlist Transparente"              | 2020 | Não adicionado a nenhum álbum | Lary part. Choice                          | —                        |
| "Pulando na Pipoca"                  | 2020 | Não adicionado a nenhum álbum | Ludmilla, Ivete Sangalo                    | —                        |
| "Lei da Gravidade"                   | 2020 | Não adicionado a nenhum álbum | Pocah, Leo Santana                         | —                        |
| "Danadinha"                          | 2020 | Não adicionado a nenhum álbum | Francinne, Dadá Boladão                    | —                        |
| "Tô Presa Em Casa"                   | 2020 | Não adicionado a nenhum álbum | Rebecca                                    | —                        |
| "Vai Maluca"                         | 2020 | Não adicionado a nenhum álbum | MC Lan, Runtown                            | —                        |
| "Eu Vou Contar Pra Ela"              | 2020 | Não adicionado a nenhum álbum | Lary                                       | —                        |
| "Depois da Quarentena"               | 2020 | Não adicionado a nenhum álbum | Pocah                                      | —                        |
| "Eu Tô Gostando De Um Menino Aí"     | 2020 | A Vida É...                   | Carol & Vitoria                            | —                        |
| "Me Livrei"                          | 2020 | Não adicionado a nenhum álbum | Lary                                       | —                        |
| "Pode Parar"                         | 2020 | A Vida É...                   | Carol & Vitoria                            | —                        |
| "Ela Vai Atrás"                      | 2020 | Não adicionado a nenhum álbum | Rebecca                                    | —                        |
| "Por Favor Não Mente"                | 2020 | Agora É Só Resenhv            | Resenhv                                    | —                        |
| "Aglomeração"                        | 2020 | Não adicionado a nenhum álbum | MC Kekel                                   | —                        |
| "Sinais"                             | 2020 | Agora É Só Resenhv            | Resenhv                                    | —                        |
| "Roda Gigante"                       | 2020 | A Vida É...                   | Carol & Vitoria                            | —                        |
| "Interestelar"                       | 2020 | A Vida É...                   | Carol & Vitoria                            | —                        |
| "Degradê"                            | 2020 | A Vida É...                   | Carol & Vitoria                            | —                        |
| "Levanta da Cama"                    | 2020 | A Vida É...                   | Carol & Vitoria                            | —                        |
| "3 da Manha"                         | 2020 | Agora É Só Resenhv            | Resenhv                                    | —                        |
| "Bota o Colete"                      | 2021 | Não adicionado a nenhum álbum | Hitmaker, Lexa                             | —                        |
| "Ya No Dueles"                       | 2021 | Não adicionado a nenhum álbum | Dennis Arana, Francely Abreuu              | Alex Freites             |
| "Beijei Meu Ex, E Agora?"            | 2021 | Não adicionado a nenhum álbum | Carol & Vitoria                            | —                        |
| "Takedown"                           | 2021 | Takedown                      | Francinne                                  | —                        |
| "Tu Perdeu"                          | 2021 | Não adicionado a nenhum álbum | Francinne                                  | —                        |
| "Eu Viciei"                          | 2021 | Lia (Pt.1)                    | Lia Clark, Pocah                           | —                        |
| "Nem On Nem Off"                     | 2021 | Não adicionado a nenhum álbum | Pocah, MC WM                               | —                        |
| "Taradinha"                          | 2021 | Não adicionado a nenhum álbum | Lexa, Taradinha, Hitmaker                  | —                        |
| "Rei do Gado"                        | 2021 | Não adicionado a nenhum álbum | Hitmaker, Bianca, Thiaguinho MT            | —                        |
| "Prazer, Eu Sou a Lexa"              | 2021 | Não adicionado a nenhum álbum | Lexa                                       | —                        |
| "Casa Com Ele"                       | 2021 | Não adicionado a nenhum álbum | Hitmaker, MC Don Juan, Felipe Araújo       | —                        |
| "Surra"                              | 2021 | Não adicionado a nenhum álbum | Bianca, Lia Clark                          | —                        |
| "Oh Mãe                              | 2021 | Pr3vias                       | Carol & Vitoria                            | —                        |
| "Bruta"                              | 2021 | Não adicionado a nenhum álbum | Lexa                                       | —                        |
| "Eu Tô Gostando De Um Menino Aí 2.0" | 2021 | Pr3vias                       | Carol & Vitoria                            | —                        |
| "Quebra Cabeça"                      | 2022 | Pr3vias                       | Carol & Vitoria                            | —                        |
| "Última Mensagem"                    | 2022 | Pr3vias                       | Carol & Vitoria                            | —                        |
| "Não Fui Eu"                         | 2022 | Lia (Pt.1)                    | Lia Clark                                  | Luiz Café                |
| "Foi Match"                          | 2022 | Não adicionado a nenhum álbum | Hitmaker, Marina Sena                      | —                        |
| "Cancelaram o Carnaval"              | 2022 | Não adicionado a nenhum álbum | Pocah, Hitmaker                            | —                        |
| "Solar"                              | 2022 | Não adicionado a nenhum álbum | Juliette                                   | Juzé                     |
| "Xodó"                               | 2022 | Não adicionado a nenhum álbum | Juliette                                   | Juzé                     |
| "Bandida"                            | 2022 | Não adicionado a nenhum álbum | Camila Loures, Hitmaker                    | Luiz Café                |
| "Tsunami"                            | 2022 | Magnéticah                    | Lexa                                       | —                        |
| "Droga"                              | 2022 | Três                          | Iza                                        | Sérgio Santos            |
| "Mó Paz"                             | 2022 | Três                          | Iza part. Ivandro                          | Sérgio Santos            |
| "Reverse"                            | 2022 | Não adicionado a nenhum álbum | Hitmaker, Ana Castela                      | —                        |
| "Ai Papai"                           | 2022 | À Procura da Anitta Perfeita  | Anitta, MC Danny, Hitmaker                 | —                        |
| "Avisa Lá"                           | 2022 | À Procura da Anitta Perfeita  | Anitta, Lexa, Pocah part. Rebecca          | —                        |
| "Ela Não Vale Nada"                  | 2022 | À Procura da Anitta Perfeita  | Anitta, Maiara & Maraisa                   | —                        |
| "Prova Que Me Ama"                   | 2023 | Não adicionado a nenhum álbum | Pocah                                      | —                        |
| "Nu"                                 | 2023 | Não adicionado a nenhum álbum | Anitta, Hitmaker                           | —                        |
| "Embalagem"                          | 2023 | Cara                          | Carolzinha, Day Limns                      | —                        |
| "Número 1"                           | 2023 | Cara                          | Carolzinha, Tainá Costa                    | —                        |
| "Cara"                               | 2023 | Cara                          | Carolzinha, Marcela                        | —                        |
| "Sereia"                             | 2023 | Lia Clark - The Album         | Lia Clark, Pabllo Vittar                   | —                        |
| "Gigantona"                          | 2023 | Não adicionado a nenhum álbum | Hitmaker, Gabily, Xurrasco                 | —                        |
| "Solta-Te"                           | 2023 | Não adicionado a nenhum álbum | Pocah, Piso 21                             | —                        |
| "No Love"                            | 2023 | Não adicionado a nenhum álbum | Kevin o Chris                              | —                        |
| "Quando Eu Mandar"                   | 2023 | Não adicionado a nenhum álbum | Hitmaker, MC Tato                          | —                        |
| "Mania de Você"                      | 2024 | Não adicionado a nenhum álbum | Anitta                                     | —                        |
| "Lugar Perfeito"                     | 2024 | Ensaios da Anitta             | Anitta, Ivete Sangalo                      | Hitzin, Radames Venancio |
| "Imagina"                            | 2024 | Ensaios da Anitta             | Anitta, MC Rogerinho, Hitmaker             | Hitzin                   |
| "Perdeu"                             | 2024 | Ensaios da Anitta             | Anitta, Simone Mendes                      | Hitzin                   |
| "Sei Que Tu Me Odeia"                | 2024 | Ensaios da Anitta             | Anitta, MC Danny, Hitmaker                 | Hitzin                   |
| "Maratona de Jogação"                | 2024 | Ensaios da Anitta             | Anitta, Hitmaker                           | Hitzin                   |
| "Eu Vou Ficar"                       | 2024 | Ensaios da Anitta             | Anitta                                     | Hitzin                   |
| "Proposta"                           | 2024 | Ensaios da Anitta             | Anitta                                     | Hitzin                   |
| "Fica Só Olhando" (ao vivo)          | 2024 | Ensaios da Anitta             | Anitta                                     | Hitzin                   |
| "Menina Má" (ao vivo)                | 2024 | Ensaios da Anitta             | Anitta                                     | Hitzin                   |